# Copa de Islas Feroe 2019
La Copa de Islas Feroe 2019 fue la sexagésima quinta—65.°—  edición de la Copa de Islas Feroe. El torneo empezó el 30 de marzo de 2019 con el partido de la Ronda preliminar y finalizó el 21 de septiembre.  HB conquistó su 27º título tras ganar en la final al Víkingur Gøta por el marcador de 3-1.

## Equipos participantes
| Primera División de Islas Feroe 2019 10 equipos                                          | 1. deild 3 equipos      | 2. deild 3 equipos                | 3. deild 1 equipo |
| ---------------------------------------------------------------------------------------- | ----------------------- | --------------------------------- | ----------------- |
| - AB - B36 (campeón defensor) - EB/Streymur - HB - ÍF - KÍ - NSÍ - Skála - TB - Víkingur | - 07 Vestur - B68 - B71 | - FC Hoyvík - FC Suðuroy - Undrið | - Royn            |

## Formato
| Ronda            | Fecha del sorteo | Fecha de los partidos                    |
| ---------------- | ---------------- | ---------------------------------------- |
| Ronda preliminar | 18 de marzo      | 30 de marzo                              |
| Primera ronda    | 18 de marzo      | 10 de abril                              |
| Cuartos de final | 11 de abril      | 22 de abril                              |
| Semifinales      | 23 de abril      | 8–9 y 22–23 de mayo                      |
| Final            | —                | 21 de septiembre en Tórsvøllur, Tórshavn |

## Desarrollo

### Ronda preliminar
| Local | Resultado | Visitante | Fecha       | Estadio           |
| ----- | --------- | --------- | ----------- | ----------------- |
| Royn  | 2-1       | FC Hoyvík | 30 de marzo | Við Stórá Stadium |

### Primera ronda
| Local       | Resultado | Visitante | Fecha       | Estadio                   |
| ----------- | --------- | --------- | ----------- | ------------------------- |
| Royn        | 0-4       | B68       | 10 de abril | Við Stórá Stadium         |
| Undrið      | 1-13      | KÍ        | 10 de abril | Hoyvíksvøllur             |
| EB/Streymur | 2-6       | Víkingur  | 10 de abril | Vesturi á Eiðinum Stadium |
| B36         | 4-0       | 07 Vestur | 10 de abril | Gundadalur                |
| B71         | 1-0       | ÍF        | 10 de abril | Inni í Dal                |
| HB          | 2-1       | NSÍ       | 10 de abril | Gundadalur                |
| TB          | 2-1       | Suðuroy   | 10 de abril | Sevmýra Stadium           |
| Skála       | 1-0       | AB        | 10 de abril | Undir Mýruhjalla          |

### Cuartos de final
| Local    | Resultado  | Visitante | Fecha       | Estadio            |
| -------- | ---------- | --------- | ----------- | ------------------ |
| HB       | 4-0        | B71       | 22 de abril | Gundadalur         |
| Víkingur | 10-0       | B68       | 22 de abril | Serpugerði Stadium |
| B36      | 3-4 (pró.) | KÍ        | 22 de abril | Gundadalur         |
| Skála    | 5-1        | TB        | 22 de abril | Undir Mýruhjalla   |

### Semifinales
| Fecha               | Local    | Resultado  | Visitante | Estadio            |
| ------------------- | -------- | ---------- | --------- | ------------------ |
|                     | HB       | 2−1        | KÍ        |                    |
| 8 de mayo de 2019   | HB       | 1:1        | KÍ        | Gundadalur         |
| 22 de junio de 2019 | KÍ       | 0:1        | HB        | Við Djúpumýrar     |
|                     | Skála    | 1−1        | Víkingur  |                    |
| 9 de mayo de 2019   | Skála    | 1:1        | Víkingur  | Undir Mýruhjalla   |
| 23 de mayo de 2019  | Víkingur | (g.v.) 0:0 | Skála     | Serpugerði Stadium |

### Final
| Local         | Resultado | Visitante | Fecha            | Estadio    |
| ------------- | --------- | --------- | ---------------- | ---------- |
| Víkingur Gøta | 1:3       | HB        | 21 de septiembre | Tórsvøllur |

## Goleadores
| Pos. | Jugador           | Equipo   | Goles |
| ---- | ----------------- | -------- | ----- |
| 1    | Adeshina Lawal    | Víkingur | 4     |
|      | Jonn Johannesen   | KÍ       | 4     |
|      | Patrik Johannesen | KÍ       | 4     |
|      | Símun Samuelsen   | HB       | 4     |
| 5    | Heðin Hansen      | Víkingur | 3     |
|      | Jákup Johansen    | Skála    | 3     |